# Mattsonska bryggeriet
Mattsonska bryggeriet var ett bryggeri  i Malmö beläget på Kirseberg på Kirsebergs torg ned till Södra bulltoftavägen. Bryggeriet anlades 1884 av Mattsonska Bryggeriaktiebolaget. Bryggeriet revs på 1950- och 1960-talet. Byggnaden kallades för Svanbryggeriet. I samma byggnad fanns även Mineralvattenfabriks AB Svanen, vilket hade stiftats 1908 som dotterbolag till Mattsonska Bryggeriet. 
På platsen där Bryggeriet låg byggdes istället en en matbutik och ett sjuvångingshus.

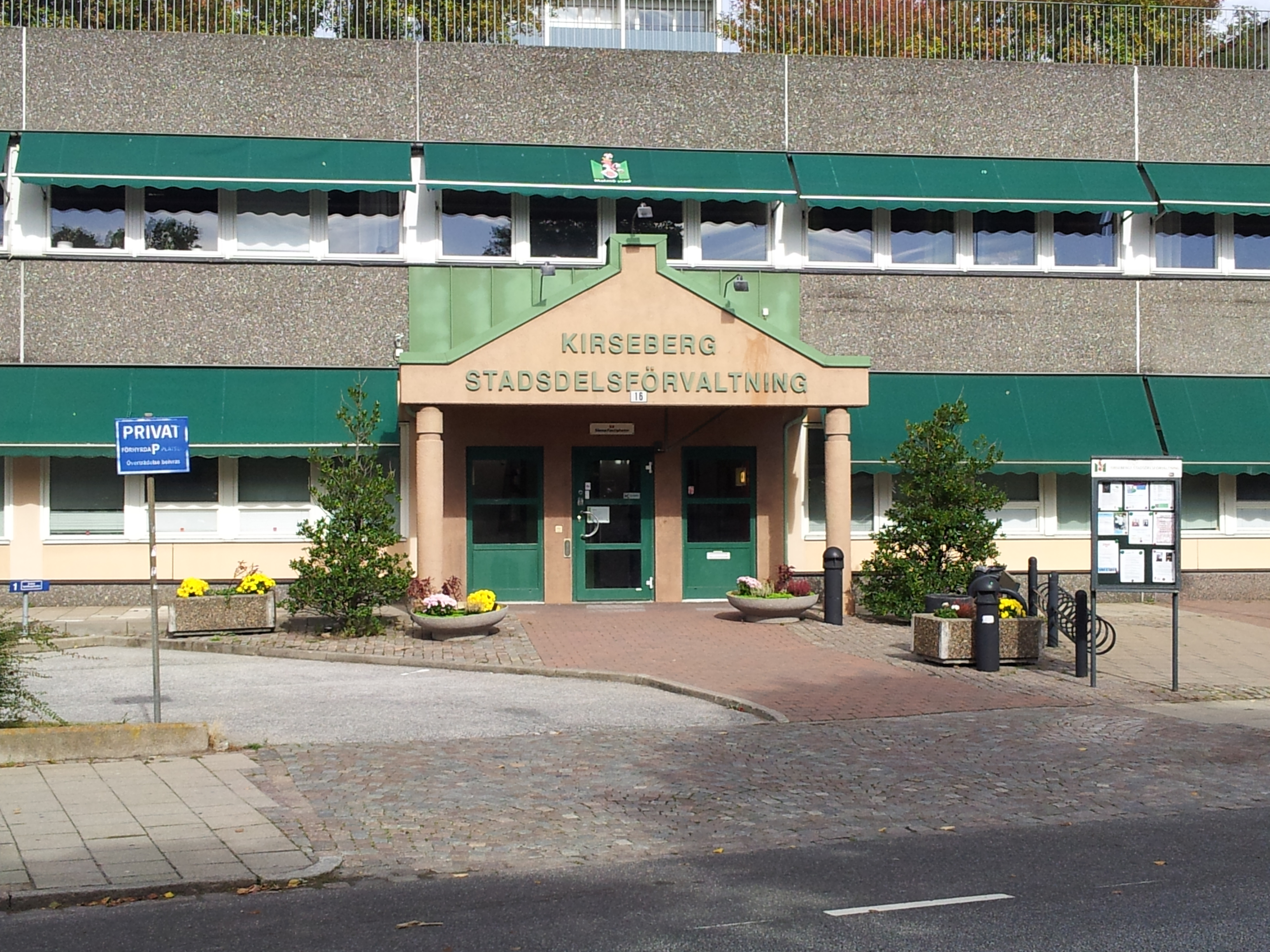
Vy från Södra Bulltoftavägen på byggnaden som ersatt bryggeriet.

## Historia
Bryggeriet ägdes och drevs av Christian Mattson. Tillsammans med sin hustru, Ann-Sofie Kockum (dotter till Frans Kockum), drev de företaget fram till Christian Mattsons död 1875. 1879 ombildades företaget till Mattsonska Bryggeriaktiebolaget. Det ursprung bryggeriet vid Adel-, Göran Ols- och Kyrkogatorna flyttades ifrån tll det nya bryggeriet på Kirseberg.
1912 bildades Malmö Förenade Bryggerier. Mattsonska Bryggeriet lades ned direkt vid bildandet i en bolagsrationalisering.